# Prado Ferreira
Prado Ferreira is een gemeente in de Braziliaanse deelstaat Paraná. De gemeente telt 3.510 inwoners (schatting 2009).

## Aangrenzende gemeenten
De gemeente grenst aan Bela Vista do Paraíso, Cambé, Florestópolis, Jaguapitã en Miraselva.